# 武攸宁
武攸寧（？—706？），唐朝并州文水（今山西省文水县）人。他是武则天伯父武士讓的孙子，父亲武懷道，從兄弟武攸暨、武攸止。
690年一月初十，时任鳳閣侍郎（中书侍郎）的武攸寧被任命为纳言。九月十二，武则天迫使儿子唐睿宗退位，自称圣神皇帝，建立武周，武攸寧被封为建昌王。691年八月初十，武攸宁罢相，为左羽林大将军。九月廿六重新为纳言。692年八月十六，武攸宁罢相，为冬官尚書（工部尚书）。695年二月初四，武则天逮捕男宠薛怀义和尚，命建昌王武攸宁率壮士打死了他，尸体送往白马寺焚烧，造塔。698年九月初七，夏官尚书（兵部尚书）武攸宁为同凤阁鸾台三品。699年一月初四，武攸宁罢相，为冬官尚书（工部尚书）。704年，武则天命春官尚书（礼部尚书）武攸宁主持在洛阳城北的白司马阪建造大佛像。唐中宗复位后，武攸宁降为江国公，神龙年间死在岐州刺史任上。